# Napomyza grandella
Napomyza grandella este o specie de muște din genul Napomyza, familia Agromyzidae, descrisă de Spencer în anul 1986. Conform Catalogue of Life specia Napomyza grandella nu are subspecii cunoscute.